# Edgardo Pomini
Edgardo Roberto Pomini Rampezotti (ur. 8 października 1917, zm. 23 października 1958 w Buenos Aires) – argentyński szermierz. Reprezentant kraju podczas igrzysk olimpijskich w Londynie i igrzysk olimpijskich w Helsinkach.
W Londynie wystąpił w turnieju indywidualnym, w którym odpadł w drugiej rundzie i drużynowym szablistów, w którym Argentyna zdobyła 5. miejsce. W Helsinkach wystąpił zarówno w turnieju drużynowym, jak i indywidualnym szablistów, w obu doszedł do drugiej rundy.